# Classe Town (croiseur, 1936)
Cet article concerne la classe de croiseurs de 1936. Pour les autres classes, voir classe Town.
La classe Town est une classe de croiseurs légers construits pour la Royal Navy peu avant la Seconde Guerre mondiale, d'après les contraintes imposées par le Traité naval de Londres. Trois sous-classes sont construites: Southampton, Gloucester et Edinburgh, chacune étant une amélioration de la précédente.

## Conception

### Sous-classe Southampton
Première des trois, la classe Southampton est une réponse aux classes de croiseurs légers Brooklyn de l'US Navy et Mogami de la marine impériale japonaise. Les deux sous-classes suivantes seront des améliorations progressives.

### Sous-classe Gloucester
La classe Gloucester possède un pont redessiné et un blindage plus important au niveau des tourelles.

### Sous-classe Edinburgh
La classe Edinburgh est plus longue (187 m au lieu de 180 m), à l'origine, afin de permettre l'installation de tourelles quadruples au lieu des tourelles triples qui équipent les classes précédentes. Finalement, l'idée est abandonnée à cause de la conception relativement compliquée de ces tourelles. Néanmoins, une version améliorée de la Mk XXIII est installée, possédant une tourelle plus grande qui réduit les besoins en hommes pour la manœuvrer, et accélère la cadence. Quatre canons de 4 pouces High Angle Low Angle et 8 canons de 2 livres sont rajoutés, et le blindage est renforcé par endroits.

### Armement
Classes Southampton et Gloucester
- 12 canons de marine de 6 pouces BL Mark XXIII (4 × 3)
- 8 canons de marine de 4 pouces QF Mark XVI (4 × 2)
- 8 canons de marine de 2 livres QF Mark VIII (2 × 4)
- 8 mitrailleuses de 12,7 mm Vickers
- 6 tubes lance-torpilles de 21 pouces (533 mm) (2 × 3)

Classe Edinburgh
- 12 canons de marine de 6 pouces BL Mark XXIII (4 × 3)
- 12 canons de marine de 4 pouces QF Mark XVI (6 × 2)
- 16 canons de marine de 2 livres QF Mark VIII (2 × 8)
- 8 mitrailleuses de 12,7 mm Vickers
- 6 tubes lance-torpilles de 21 pouces (533 mm) (2 × 3)

## Navires de la classe
| Nom                | Pennant            | Chantier                                               | Quille posée       | Lancement          | Commission         | destin                                         |
| Classe Southampton | Classe Southampton | Classe Southampton                                     | Classe Southampton | Classe Southampton | Classe Southampton | Classe Southampton                             |
| ------------------ | ------------------ | ------------------------------------------------------ | ------------------ | ------------------ | ------------------ | ---------------------------------------------- |
| HMS Newcastle      | C76                | Vickers-Armstrongs                                     | 4 octobre 1934     | 23 janvier 1936    | 5 mars 1937        | Vendu pour la ferraille en août 1959           |
| HMS Southampton    | C83                | John Brown & Company, Clydebank                        | 21 novembre 1934   | 10 mars 1936       | 6 mars 1937        | Coulé au large de Malte le 11 janvier 1941     |
| HMS Sheffield      | C24                | Vickers-Armstrongs                                     | 31 janvier 1935    | 23 juillet 1936    | 25 août 1937       | Vendu pour la ferraille à Faslane en 1967      |
| HMS Glasgow        | C21                | Scotts Shipbuilding and Engineering Company, Greenock  | 16 avril 1935      | 20 juin 1936       | 9 septembre 1937   | Vendu pour la ferraille en juillet 1958        |
| HMS Birmingham     | C19                | Devonport Dockyard, Plymouth                           | 18 juillet 1935    | 1er septembre 1936 | 18 novembre 1937   | Envoyé à la casse en 1960                      |
| Classe Gloucester  |                    |                                                        |                    |                    |                    |                                                |
| HMS Liverpool      | C11                | Fairfield Shipbuilding and Engineering Company, Govan  | 17 février 1936    | 24 mars 1937       | 2 novembre 1938    | Vendu pour la ferraille en juillet 1958        |
| HMS Manchester     | C15                | Hawthorn Leslie, Hebburn                               | 28 mars 1936       | 12 avril 1937      | 4 août 1938        | Sabordé le 13 août 1942 au large de la Tunisie |
| HMS Gloucester     | C62                | Devonport Dockyard, Plymouth                           | 22 septembre 1936  | 19 octobre 1937    | 31 janvier 1939    | Coulé le 22 mai 1941                           |
| Classe Edinburgh   |                    |                                                        |                    |                    |                    |                                                |
| HMS Belfast        | C35                | Harland and Wolff shipyard, Belfast                    | 10 décembre 1936   | 17 mars 1938       | 5 août 1939        | Navire-musée depuis le 21 octobre 1971         |
| HMS Edinburgh      | C16                | Swan Hunter and Wigham Richardson, Newcastle upon Tyne | 30 décembre 1936   | 31 mars 1938       | 6 juillet 1939     | Sabordé le 2 mai 1942                          |

## Sources
- (en) Cet article est partiellement ou en totalité issu de l’article de Wikipédia en anglais intitulé « Town class cruiser (1936) » (voir la liste des auteurs).